# Conoaxima acricola
Conoaxima acricola är en stekelart som beskrevs av De Santis, Urban och Alfred Byrd Graf 1973. Conoaxima acricola ingår i släktet Conoaxima och familjen kragglanssteklar. Inga underarter finns listade i Catalogue of Life.